# Phenacogrammus
Phenacogrammus là một chi cá trong bộ cá chép mỡ (Characiformes) ở vùng Trung Phi. Nhiều loài trong chi được nuôi làm cá cảnh.

## Các loài
Hiện hành có 12 loài được ghi nhận trong chi này:
- Phenacogrammus altus (Boulenger, 1899)
- Phenacogrammus ansorgii (Boulenger, 1910)
- Phenacogrammus aurantiacus (Pellegrin, 1930)
- Phenacogrammus bleheri Géry, 1995
- Phenacogrammus deheyni Poll, 1945
- Phenacogrammus gabonensis (Poll, 1967)
- Phenacogrammus interruptus (Boulenger, 1899) (Congo tetra)
- Phenacogrammus major (Boulenger, 1903)
- Phenacogrammus polli J. G. Lambert, 1961
- Phenacogrammus stigmatura (Fowler, 1936)
- Phenacogrammus taeniatus Géry, 1996
- Phenacogrammus urotaenia (Boulenger, 1909)